# Umberto Serradimigni
Umberto Serradimigni (Sassari, 30 novembre 1931 – Sassari, 29 ottobre 2015) è stato un allenatore di calcio e calciatore italiano, di ruolo centrocampista.

## Carriera
Debutta con la Torres a 16 anni, nella squadra militava già il fratello Mario e per questo motivo viene a volte segnalato come Serradimigni II.
Nel 1955 si trasferisce al Cagliari nel quale militerà fino al 1963 tra Serie B e Serie C.
Nella serie cadetta realizzerà 132 presenze e 9 gol.
Al termine della carriera ha allenato società quali il Sorso Calcio, l'Ozierese, l'Ilvamaddalena nonché la Torres pur dimettendosi dopo poche settimane.
Oltre che nel calcio, si è distinto nell'atletica leggera, conquistando il titolo di campione sardo assoluto di salto in lungo, triplo e staffetta 4 x400.
Nell'atletica si è distinto anche il figlio Alberto (campione italiano di salto triplo nel 1988), mentre le figlie Nunzia e Roberta sono state nazionali italiane di pallacanestro. Nunzia, la maggiore, ha fatto parte della Nazionale olimpica di Mosca '80 mentre alla minore, Roberta, deceduta nel 1996 in un incidente stradale è intitolato il Palasport di Sassari.

## Palmarès

### Giocatore

#### Competizioni nazionali
- Serie C: 1

Cagliari: 1961-1962

### Allenatore

#### Competizioni regionali
- Coppa Cossu-Mariotti: 1

Torres: 1977-1978